# Època hadrònica
En cosmologia física, l'època hadrònica fou el període de l'evolució del jove univers durant el qual la massa de l'univers era dominada per hadrons. Començà aproximadament 10-5 segons després del big-bang, quan la temperatura de l'univers havia baixat prou perquè els quarks de l'anterior època dels quarks s'unissin per formar hadrons. Al principi, la temperatura era prou elevada per permetre la formació de parells hadró/antihadró, cosa que mantenia la matèria i l'antimatèria en equilibri tèrmic. Tanmateix, la temperatura de l'univers continuà baixant i es deixaren de produir parells hadró/antihadró. La majoria d'hadrons i antihadrons foren eliminats en reaccions d'aniquilació, deixant un petit residu d'hadrons. L'eliminació d'antihadrons ja s'havia completat un segon després del big-bang, quan començà la següent època leptònica.